# Szent Mihály-templom (Szinkavicsi)
A Szent Mihály-templom (belaruszul: Царква Святога Міхаіла) műemlék ortodox templom Fehéroroszország Hrodnai területén Szinkavicsi falu északi szélén. A belorusz gótika egyik legszebb fennmaradt példája, és a Litván Nagyfejedelemség egyik első erődített temploma volt a hozzá rendkívül hasonló muravankai Szűz Mária születése templommal együtt. Az épületet  2004. január 30-án felvették az UNESCO világörökségi javaslati listájára kulturális kategóriában.

## Története
A legenda szerint a templomot Vytautas litván nagyfejedelem építtette annak tiszteletére, hogy unokatestvére, Jogaila (a későbbi II. Ulászló lengyel király) elől csodálatosan megmenekült, amikor háborúban álltak egymással.
Valójában a templom a 16. század elején épült. Feltehetően Kosztyantin-Vaszil Osztrozkij litván nagyhetman anyagi támogatásával, aki 1511–1522-ben építtetett Vilniusban hasonló templomot. A breszti unió után az egyház a Szentszék alárendeltségébe került. A Lengyel–Litván Unió felosztása után a plébánia továbbra is aktív maradt, de a novemberi felkelést követően a templomot keleti ortodox használatúvá alakították.
1880–1881-ben a templomon jelentős felújításokat végeztek. 1926-ban a Második Lengyel Köztársaság kormánya katolikus templommá építette. A második világháború után a Szovjetunióhoz került, 1988–1990-ben ismét az ortodox hívőké lett. A Szovjetunió felbomlását követően a templom Fehéroroszországhoz tartozik.

## Jellemzői
A templom a belorusz gótikus építészet egyik legszebb példája. Belső tere három részre oszlik, tetőszerkezetének boltozatát négy oszlop támasztja alá. A keleti oldalán három apszissal ellátott templom közel téglalap alakú szabálytalan alaprajzzal rendelkezik, amelyet sarkain négy védőtorony szegélyez, amelyek a főhomlokzatnál fölül szögletesek, hátul pedig lekerekítettek. A falak másfél méter vastagok.
A templom előtt egy terméskőből épített kétszintes, négyzet alaprajzú harangláb áll, amelyet két aranyozott hagymakupola díszít. A templom teteje viszonylag magas és meredek lejtésű, a párkányokat kerek bemélyedések és íves lőrések ölelik körül. A főhomlokzatot számos eltérő mélységű és nagyságú fülke díszíti. A templom belsejének tetejét boltozatok fedik be, amelyek díszes gótikus eredetűek. A középső és az északi apszisokat bordás keresztboltozat, míg a délit csillagboltozat fedi. A vakolt falak boltívekkel és oszlopokkal kapcsolódnak egymáshoz.
A templom sarkán négy kör alaprajzú védelmi célú saroktorony áll. A tornyok belsejében a csigalépcsők összekötik a belső teret a tetőtérrel, ahol a templom védelmi szintje és egy védőfolyosó húzódott. A nyugati tornyok felső része nyolcszög alakú és három íjászszinttel ellátott. A két keleti torony felül hengeres, és a felső részén szintén íjászok számára kialakított lőállások találhatóak.
1880-1881-ben kicserélték a tetőt, új előcsarnokkal látták el az épületet, valamint egyetlen közös tetőelemmel fedték le az apszisokat, míg a templom közepén található kupolát Trubnyikov mérnök vezetésével lebontották.
Az épület elrendezésének egyik kiemelkedő jellegzetessége az enyhe szabálytalanság, az apszisok tengelyének némi eltérése a főhajóhoz képest. A templomot valószínűleg helyi munkások építették, akik egyszerű, nem túl pontos méretezési eszközöket használtak az elrendezés kialakításához. A templom ma is aktív istentiszteleti helyszín.

## Galéria

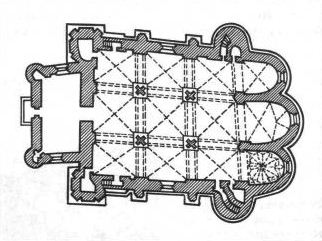
A templom különleges, szabálytalan alaprajza
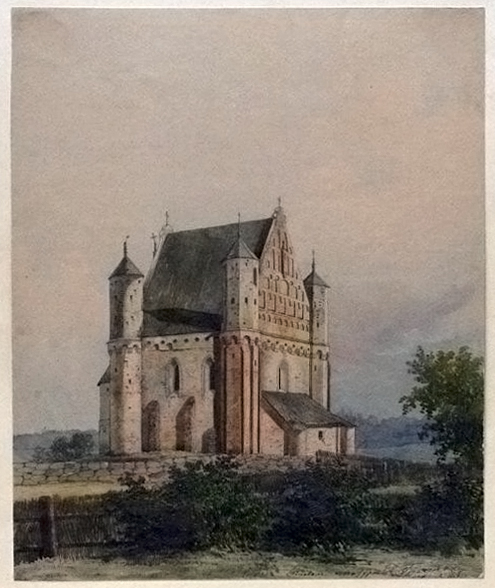
1867-ben, még kis méretű hagymakupolával a szentély felőli oldalán
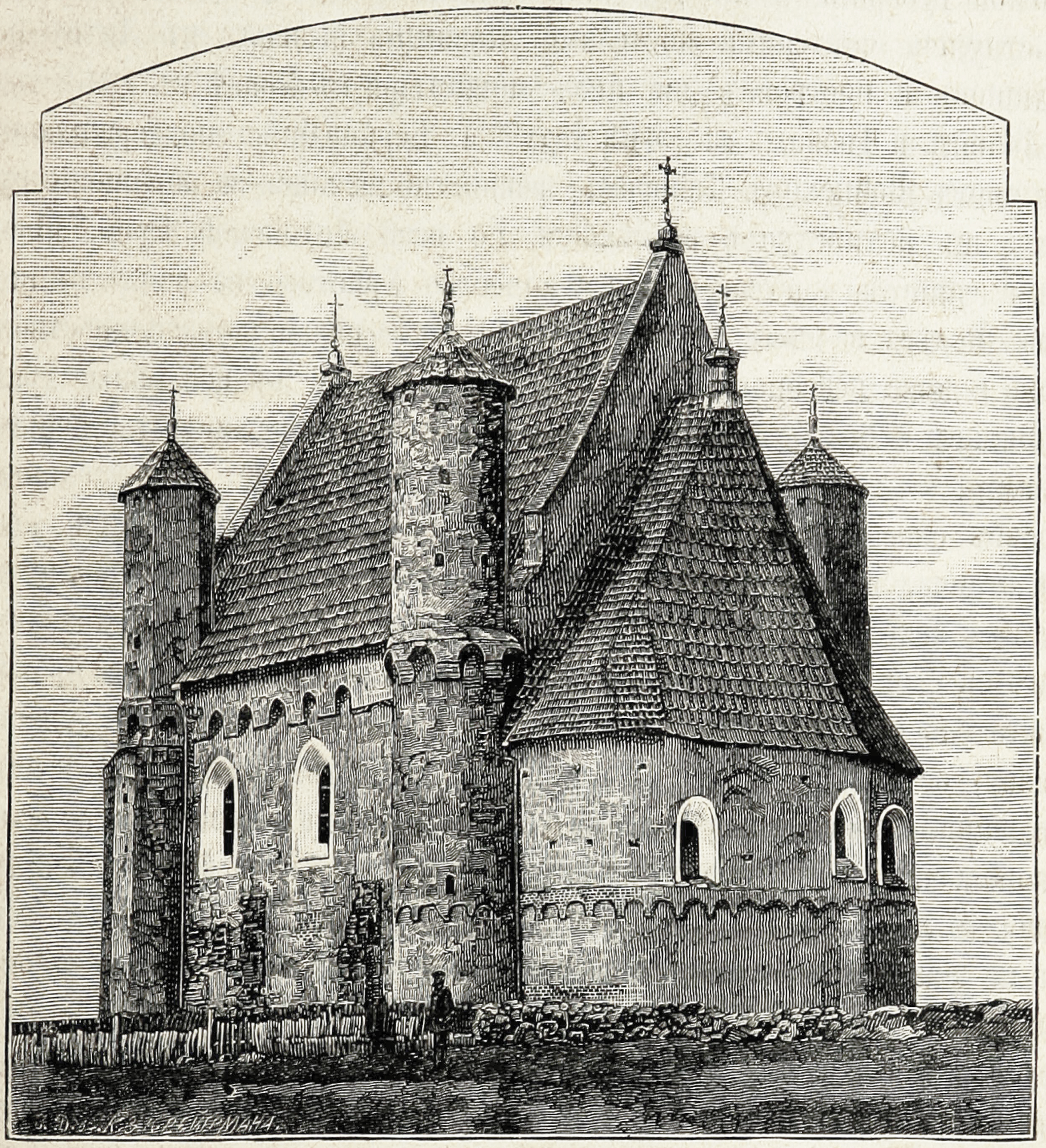
1890-ben, az átépítés után
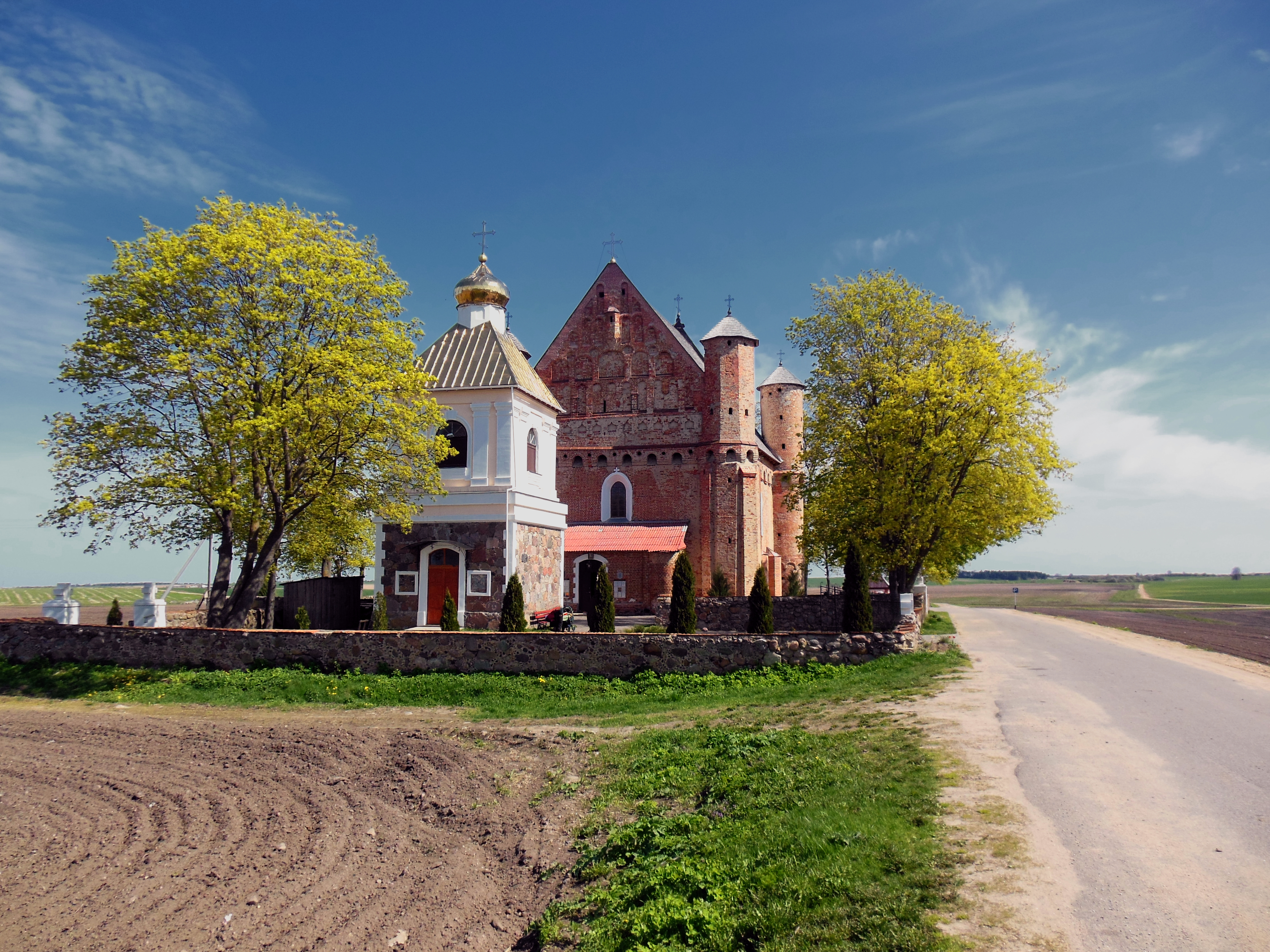
Az épületegyüttes napjainkban, előtérben a harangláb
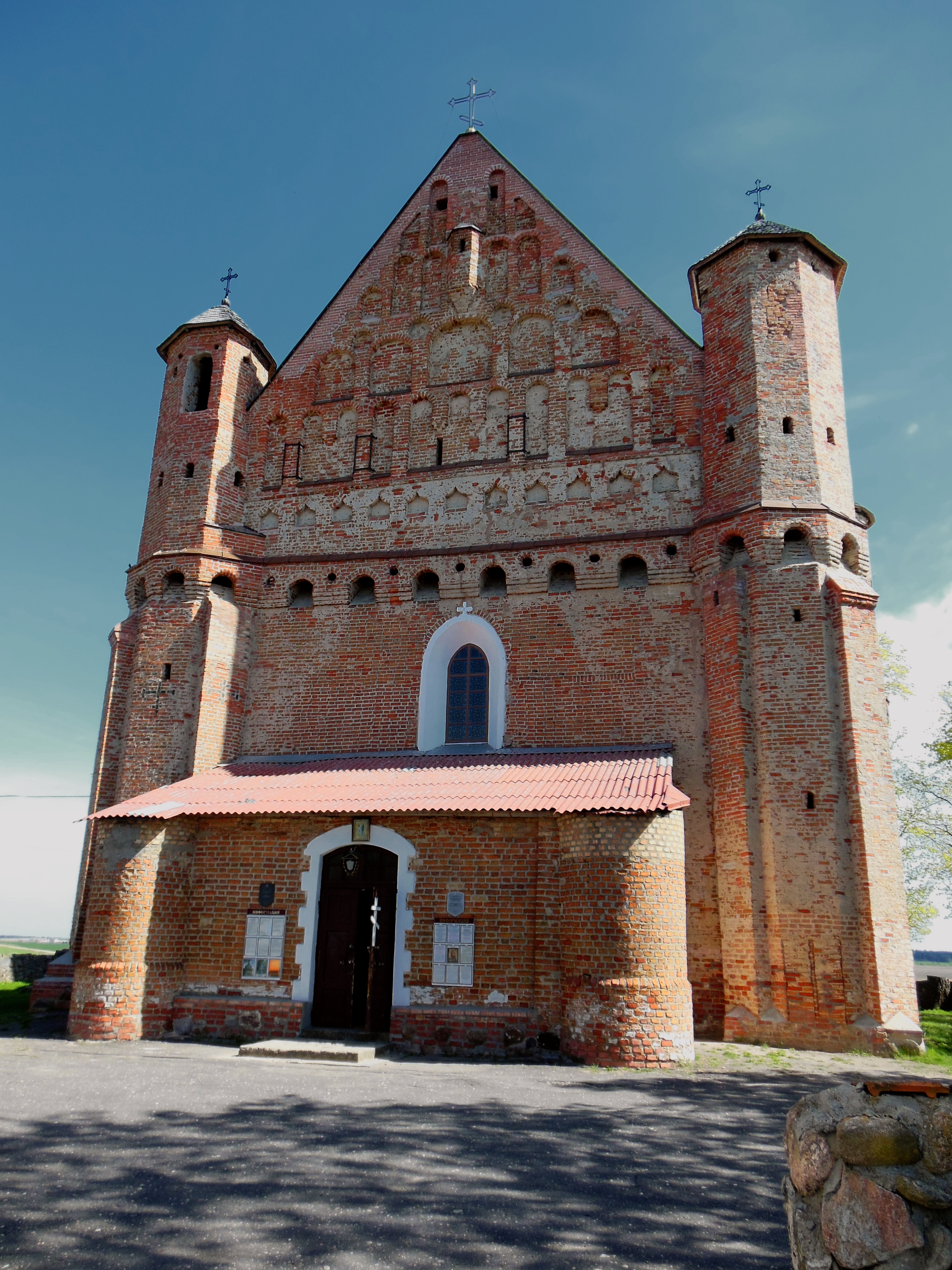
A fülkékkel díszített főhomlokzat és a két nyolcszögletes torony
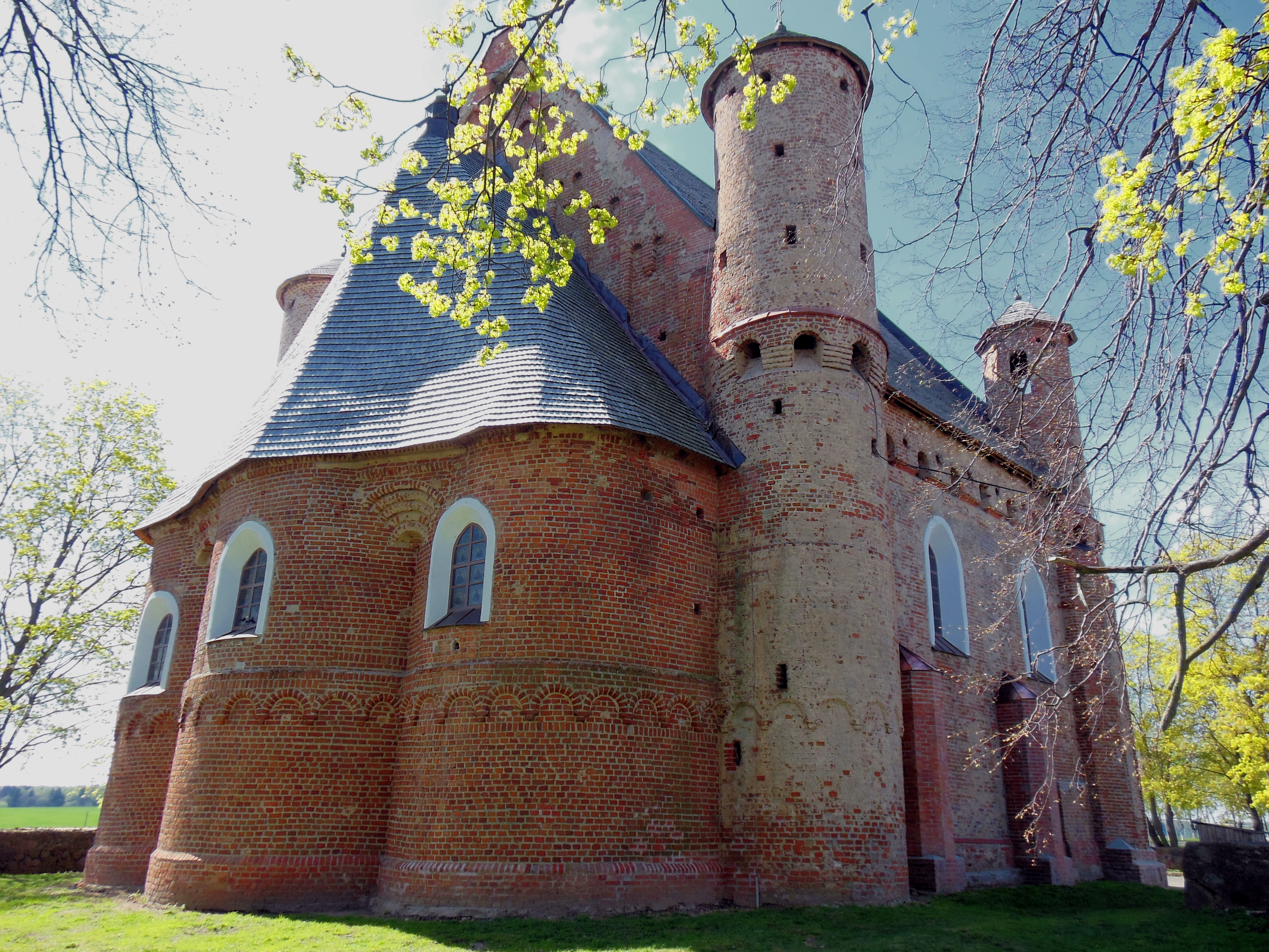
Az apszisok és az egyik kerek tetejű torony
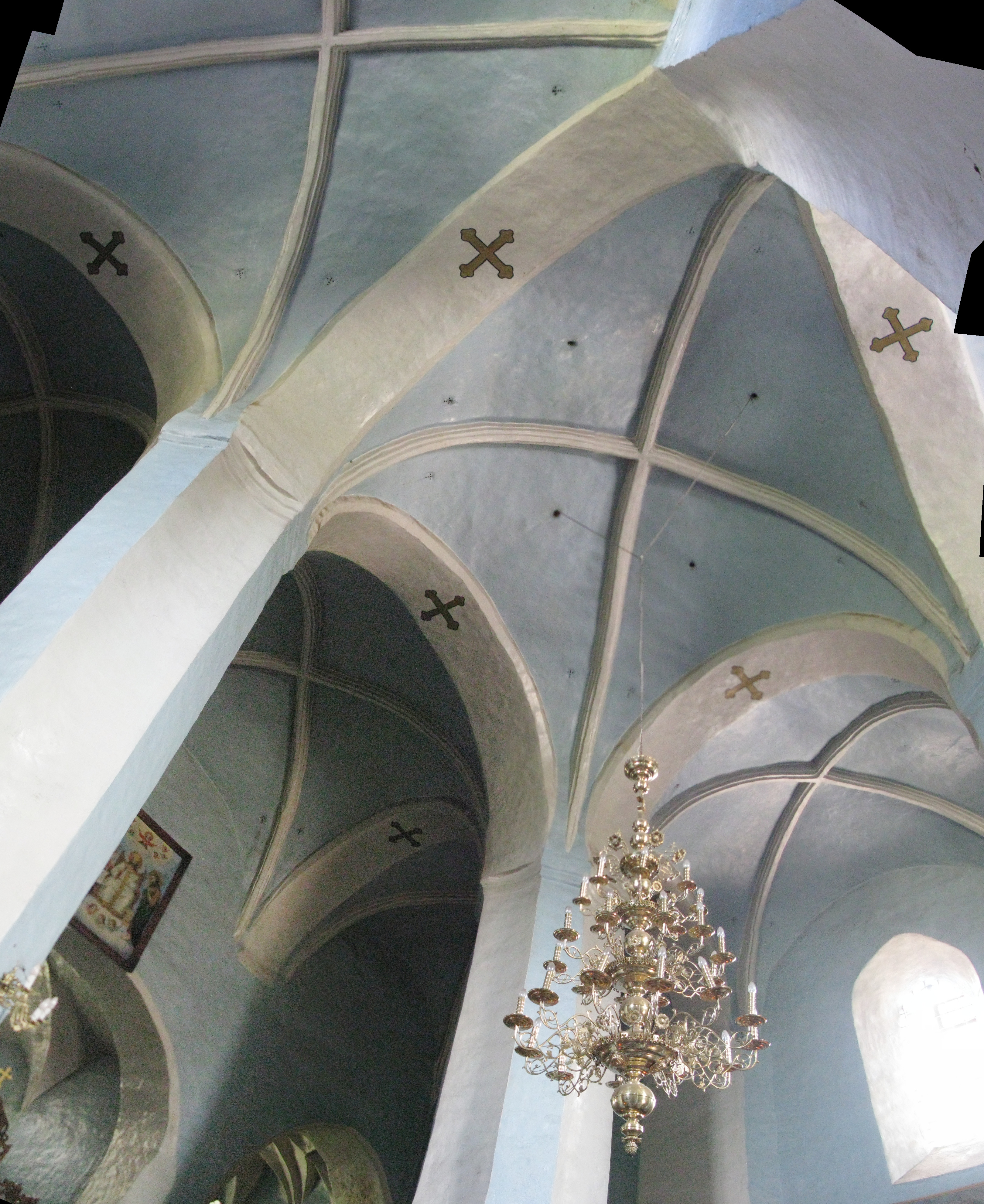
A főhajó boltozatai
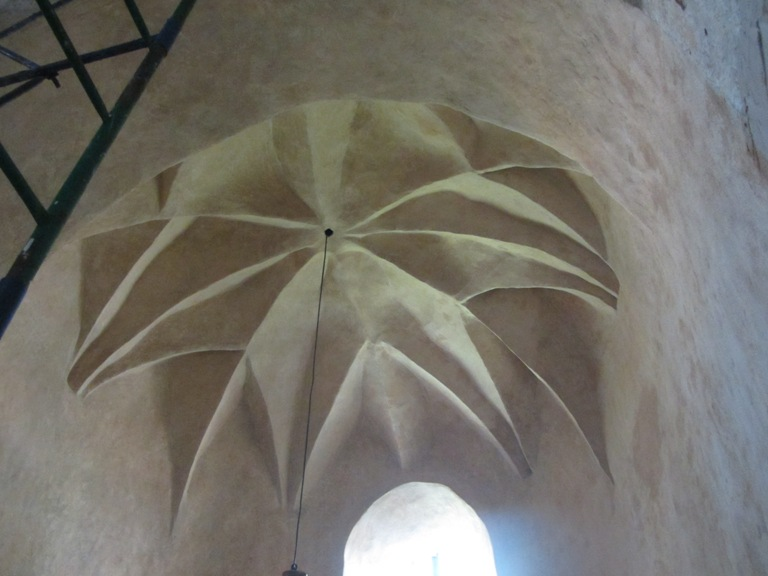
A déli apszis gótikus csillagboltozata
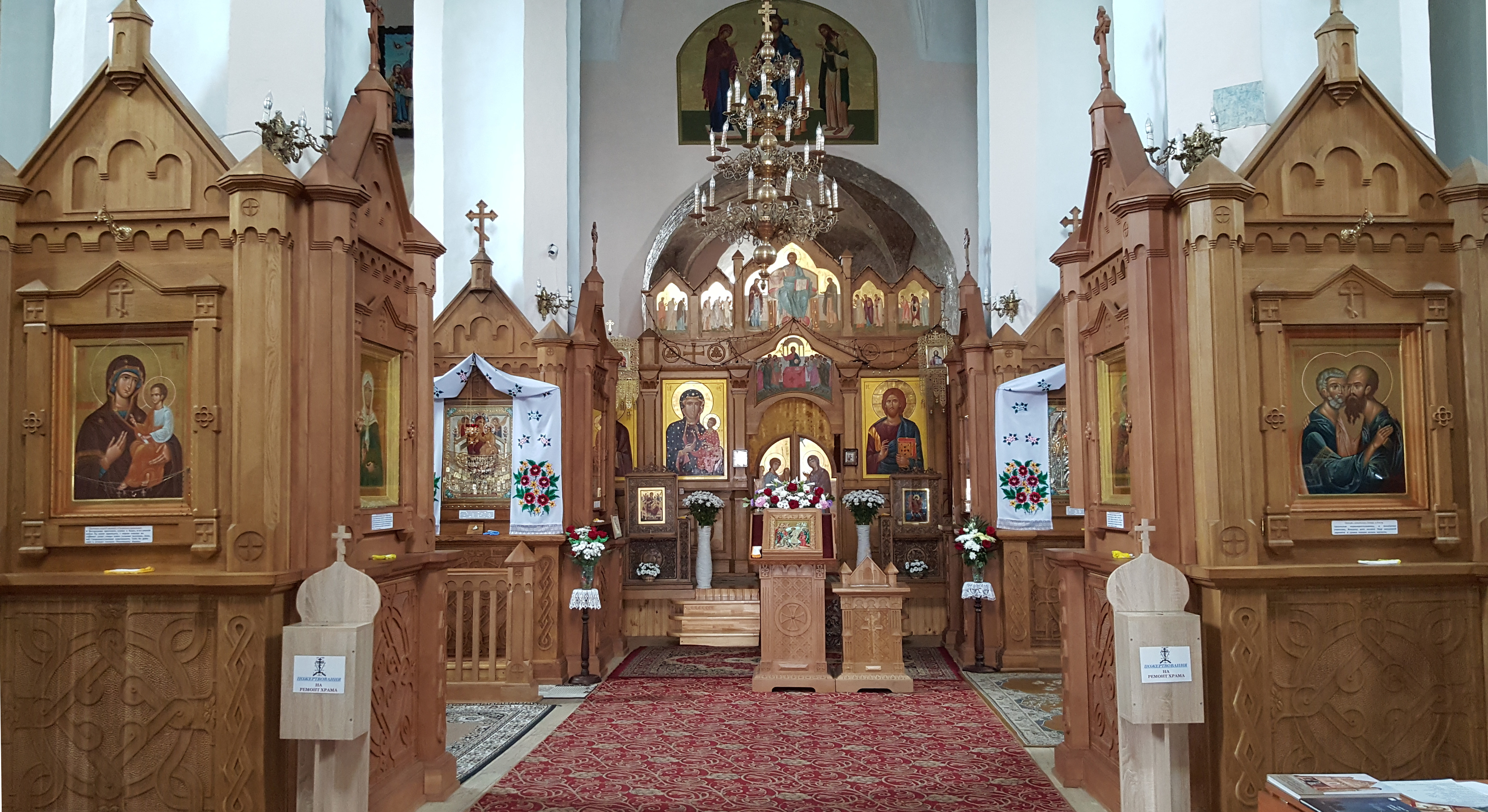
A templom díszes belseje
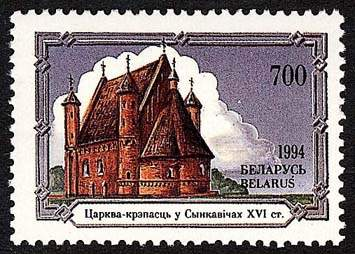
1994-es fehérorosz emlékbélyegen
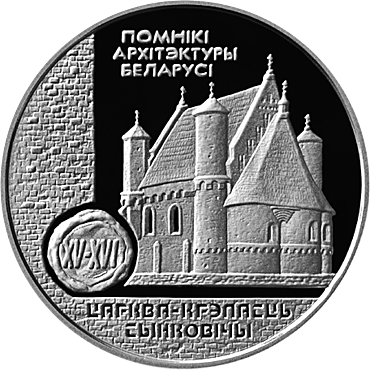
Fehérorosz ezüst emlékérmén

## Fordítás
- Ez a szócikk részben vagy egészben  a   Church of St. Michael, Synkavichy című angol Wikipédia-szócikk ezen változatának fordításán alapul.  Az eredeti cikk szerkesztőit annak laptörténete sorolja fel. Ez a jelzés csupán a megfogalmazás eredetét és a szerzői jogokat jelzi, nem szolgál a cikkben szereplő információk forrásmegjelöléseként.